# Železniško postajališče Radeče
Železniško postajališče Radeče je eno izmed železniških postajališč v Sloveniji, ki oskrbuje bližnje naselje Radeče. Današnjo podobo je dobilo po temeljiti prenovi leta 2010. Postajališče sestavljata dva perona z nadstreškoma, na vsaki strani proge po eden. Perona povezuje podhod.